# ドクター・オズ・ショー

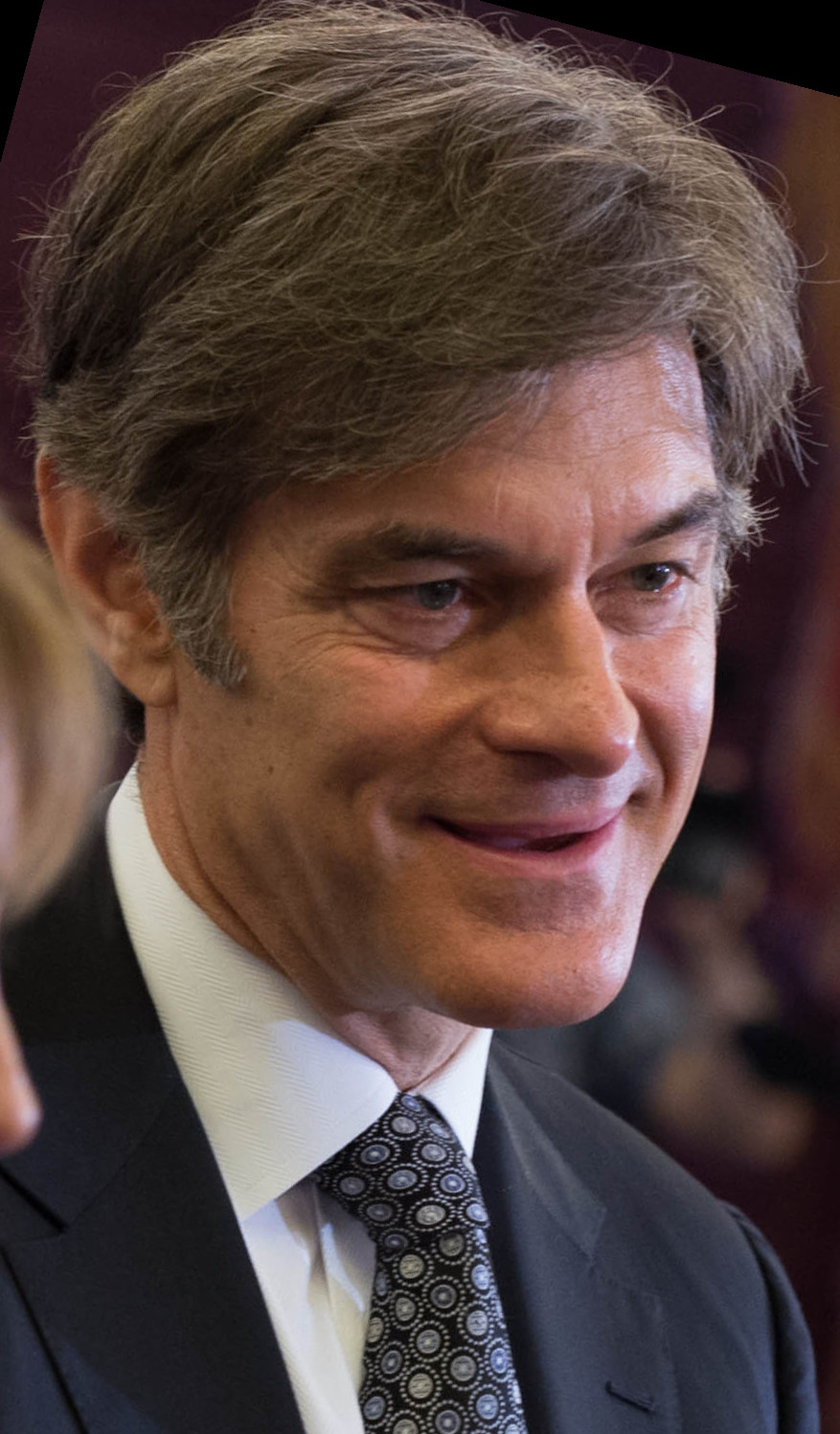
メフメット・オズ

『ドクター・オズ・ショー』（原題:The Dr. Oz Show）は、アメリカを始め、140ヶ国で放送されている健康情報トーク番組。2009年9月14日放送開始。司会はコロンビア大学心臓外科教授のメフメット・オズ医師。また、タイトルをザ・ドクター・オズ・ショーと称する場合もある。

## 概要
この番組は、1986年から2011年まで放送され、オプラ・ウィンフリーが司会を務めていた「オプラ・ウィンフリー・ショー」の1コーナーから独立されたものであり、最初の4シーズンは「レイト・ナイト・ウィズ・デイヴィッド・レターマン」や、「レイト・ナイト・ウィズ・コナン・オブライエン」で使用されていたニューヨークNBCスタジオ6Aスタジオで収録されていたが、第5シーズン以降はマンハッタンのアッパー・ウェスト・サイドにあるABCテレビジョンセンターで収録されている。
内容は、アメリカで人気のドクターオズが、健康と医療に纏わる話題を人々にわかりやすく伝える。その裏で、調査チーム、医療チームや、美術チームなど総勢150人以上のスタッフとともに、オズ自らが企画に携わり、彼を中心に制作されている。

### 日本での放送
日本では、「健康バラエティ ドクター・オズショー」として、2012年3月からDlifeで放送されている。2012年3月17日27:00(JST)から先行放送として、初放送された。
放送時間
- 毎日 12:00-13:00 - (2012年3月19日 - 6月1日)
- 月曜日 - 金曜日 12:00-13:00 - (2012年6月4日 - 9月28日)
- 毎日 6:00-7:00 - (2012年10月1日 - 2013年3月31日)
- 月曜日 - 金曜日 6:00-7:00 - (2013年4月1日 - 2013年4月19日)

キャスト/吹き替え
- ドクター・オズ/水内清光
- ナレーター/櫻井トオル

| Dlife 平日 6:00枠                                                   | Dlife 平日 6:00枠                                                       | Dlife 平日 6:00枠                               |
| 前番組                                                              | 番組名                                                                  | 次番組                                          |
| ------------------------------------------------------------------- | ----------------------------------------------------------------------- | ----------------------------------------------- |
| 通販番組 （6:00 - 6:30） きんきゅうしゅつどう隊 OSO （6:30 - 7:00） | 健康バラエティ ドクター・オズ・ショー （2012年10月1日 - 2013年4月19日） | トップ・シェフ マスターズ編                     |
| Dlife 土曜 6:00枠                                                   |                                                                         |                                                 |
| クリック （6:00 - 6:30） 通販番組 （6:30 - 7:00）                   | 健康バラエティ ドクター・オズ・ショー （2012年10月6日 - 2013年3月30日） | ショップチャンネル お買い物エンターテインメント |
| Dlife 日曜 6:00枠                                                   |                                                                         |                                                 |
| BBC トラベル・ナビゲータ （6:00 - 6:30） 通販番組 （6:30 - 7:00）   | 健康バラエティ ドクター・オズ・ショー （2012年10月7日 - 2013年3月31日） | ショップチャンネル お買い物エンターテインメント |

| Dlife 平日 12:00枠       | Dlife 平日 12:00枠                                                      | Dlife 平日 12:00枠             |
| 前番組                   | 番組名                                                                  | 次番組                         |
| ------------------------ | ----------------------------------------------------------------------- | ------------------------------ |
| （開局）                 | 健康バラエティ ドクター・オズ・ショー （2012年3月19日 - 2012年9月28日） | デスパレートな妻たち シーズン1 |
| Dlife 土曜・日曜 12:00枠 |                                                                         |                                |
| （開局）                 | 健康バラエティ ドクター・オズ・ショー （2012年3月24日 - 2012年5月27日） | マーサ・スチュワート・ショー   |

## 受賞歴
- GLAADメディア賞「インターセックスの科学」トーク番組エピソード、2010年）[6]
- 2010年からデイタイム・エミー賞情報トーク番組部門にノミネートされ、2011年から受賞している。[2]
- 司会のオズ自身もデイタイム・エミー賞を2010年、2011年に受賞している。[2]